# Hennebergisches Gymnasium „Georg Ernst“
Das Hennebergische Gymnasium „Georg Ernst“ (HGS) ist ein staatliches Gymnasium in Schleusingen, Thüringen. Gegründet im Juni 1577 von Georg Ernst (Henneberg-Schleusingen), zählt es zu den ältesten Gymnasien in Deutschland. Die Schule ist dem Humanismus verpflichtet, legt den Schwerpunkt des Unterrichts aber seit dem Jahr 2002 auf die MINT-Fächer. Angeschlossen ist ein Alumnat in privater Trägerschaft.

## Geschichte

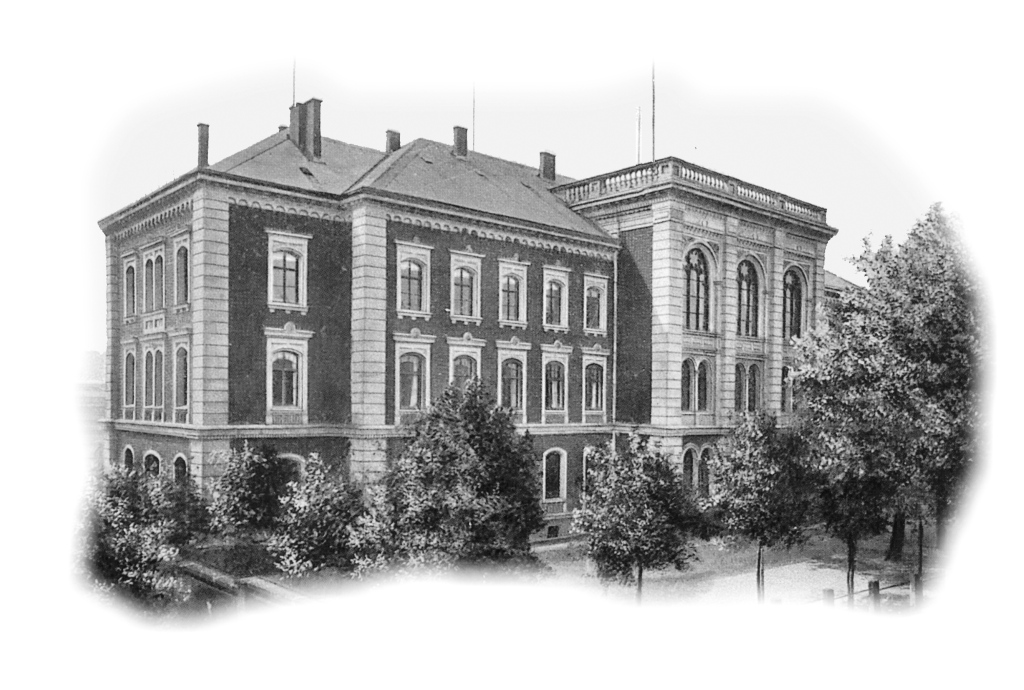
Das Schulgebäude gegen Ende des 19. Jahrhunderts.

Im Jahr 1446 ist zum ersten Mal in Schleusingen eine Schule unter kirchlicher Verantwortung erwähnt. Sowohl Schüler als auch Lehrer hatten Tätigkeiten im Auftrag der Stadt und der Kirche zu verrichten. Seit 1502 ist eine Lateinschule nachgewiesen. Im Jahr 1508 wird der Grafenerzieher Johann Jäger als erster Schulmeister urkundlich benannt. Nach der Reformation zog die Schule (vermutlich im Jahr 1556) in das Gebäude des Barfüßerklosters in der Klosterstraße um, den Standort des heutigen Gymnasiums. Der letzte regierende Henneberger Graf, Georg Ernst, erließ 1560 eine Schulordnung, welche die Stadtschule zur fürstlichen Landesschule machte. Außerdem legte er Anfang Juni 1569 einen Lehrplan fest, nach dem neben den Artes Liberales die christliche Religion gemäß der Augsburger Konfession gelehrt werden sollten. Zwei Examina waren pro Jahr abzuhalten. Schließlich gründete er im Jahr 1577 das Schleusinger Gymnasium aus der öffentlichen Lateinschule.
Über dem Kellereingang befindet sich im Torbogen der älteste Stein des Hauptgebäudes, auf welchem die Inschrift „illustre Gymn“ und die Jahreszahl 1715 zu sehen sind. Im 16. Jahrhundert war es üblich, eine Schule, die einen vollständigen humanistischen Kursus vermittelte, als „illustre“ zu bezeichnen. Er konnte dem Lehrangebot der unteren Fakultät einer Universität entsprechen.

### Gründung des Alumnats (Internat)

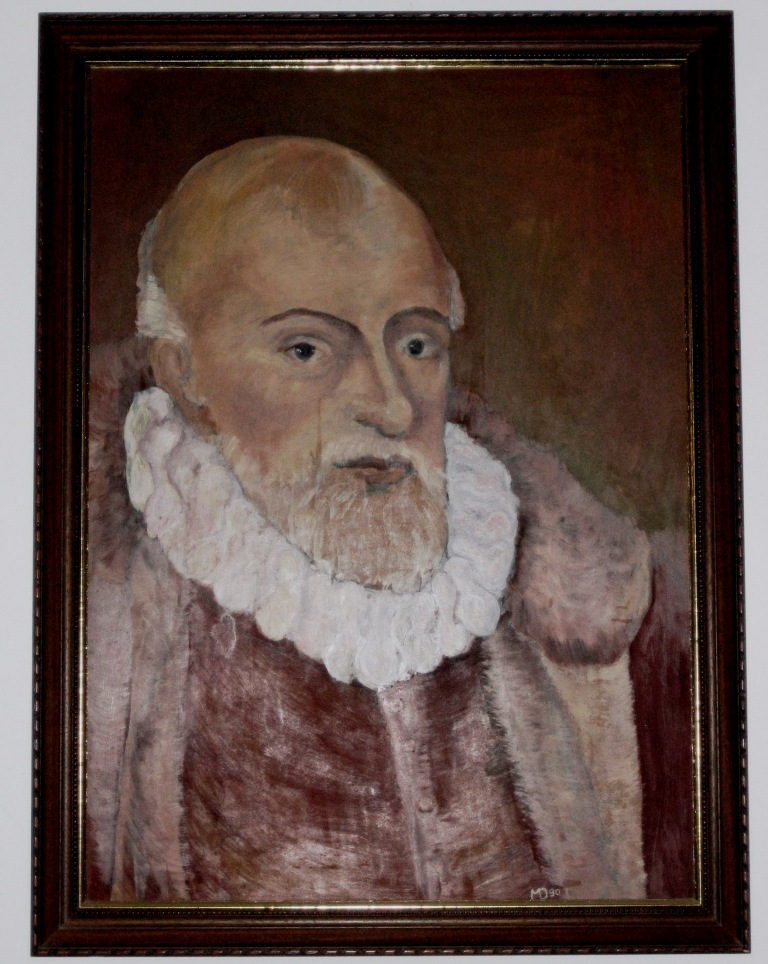
Graf Georg Ernst, der Stifter Hennebergischen Gymnasiums

Unmittelbar nach der Gründung des Gymnasiums stiftete Georg Ernst auch eine „Pfleg- und Erziehungsanstalt bei dem Gymnasium“, die am 14. Oktober 1577 mit 30 Schülern als Kommunität eröffnet wurde. Damit nahm Georg Ernst die Förderung von Kindern und Jugendlichen ärmerer Schichten in seine Hände. Es gab auch Stipendien, die den Abgängern den Besuch an einer Universität ermöglichten.
Als Kommunitäterwohnung diente ein großes Zimmer im ehemaligen Kloster. Um das Zusammenleben zu regeln, wurden besondere Gesetze eingeführt. Diese „Leges speciales“, die älteste Hausordnung der Schule, galten unverändert über das komplette erste Jahrhundert des Bestehens der Schule.
Viele Absolventen des Gymnasiums studierten anschließend in Leipzig. Nach wenigen Jahrzehnten hatte sich das Gymnasium durch viele tüchtige und fleißige Schüler einen außerordentlichen Ruf erworben, dass um 1616 ein Leipziger Professor den Ausspruch prägte: „Haud fumos vendit Schleusinga – Schleusingen verkauft keinen Rauch“. Aufgrund Geldmangels im zuständigen Landschulkasten musste die Kommunität 1637 für sieben Jahre geschlossen werden und diente auch dann zunächst nur der Verpflegung der Schüler. Im Dreißigjährigen Krieg (1618–1648) war vieles zerfallen und musste neu aufgebaut werden.

### Andreas Reyher als Rektor (1632–1639)
Das Rektorat Andreas Reyhers mitten im Dreißigjährigen Krieg fiel in eine schwierige Phase der Existenz der Schule. Seine Tätigkeit am Gymnasium war ausschlaggebend für seine pädagogische Einstellung in den Folgejahren in Gotha, die ihn zu einer bekannten Persönlichkeit Thüringer Erziehungs- und Schulgeschichte machten.
Der Krieg wirkte sich auch auf die Grafschaft Henneberg aus: Pest, Seuchen, Hungersnot und die zunehmenden fehlenden Beiträge für die Landschulkasse aufgrund der Unfähigkeit der Ämter der Grafschaft erschwerten nicht nur den Eltern der Schüler, sondern auch dem Gymnasium selbst, die Aufwendungen aufbringen zu können. Trotzdem wollte Reyher die Unterrichtsmethode reformieren und veröffentlichte eigene Schriften zur Schulpraxis. Besonders bereicherten die Griechische Grammatik, Arithmetik und Geometrie das Schulleben. Des Weiteren erneuerte er die Schulgesetze und förderte Theateraufführungen sowie die Integration pädagogischer Ansätze von Comenius, Ratke und seinen Schülern Helwig und Evenius. Dies ist einem in Schleusingen gedruckten Buch über Pädagogik mit dem Titel „Palaeomathia“ zu entnehmen. Nach Reyers Ansichten erlangt ein Lehrer durch Menschlichkeit, Weisheit, Gerechtigkeit und Wissen Würde und Autorität. Er soll auf den Fortschritt eines jeden Schülers bedacht sein, egal ob reich oder arm. Andreas Reyher stand im regelmäßigen Briefwechsel mit Gelehrten seiner Zeit und wurde auch in einem Brief von Comenius an seinen Universitätslehrer namentlich erwähnt (1633). Frühzeitig war bei ihm eine Zuwendung zum pädagogischen Realismus zu erkennen, welcher in den Folgejahren den Sachunterricht in den Vordergrund rückte. Beispielhaft hierfür steht seine Schrift „Kurtzer Unterricht von natürlichen Dingen“, die Unterrichtsgegenstände in Bezug auf Naturwissenschaften beinhaltet.
Nach Teilung der Ernestinischen Länder 1640 wurde Reyher von Herzog Ernst dem Frommen als Organisator des Schulwesens Sachsen-Gothas und zum Rektor der dortigen Residenzstadt abberufen.

### Bis zum Ende des 19. Jahrhunderts
Mit der Verwaltungsreform zur gemeinschaftlichen Verwaltung der Stadt Schleusingen durch sächsische Fürsten wurde die Schule als „Gemeinschaftliches Hennebergisches Gymnasium“ geführt. Armut dominierte das Land und ging auch an der Schule nicht spurlos vorbei. Trotz wenigem Lehrmaterial und geringer Schülerzahlen konnten sich Gymnasium und Alumnat durch das 18. Jahrhundert behaupten und den Ruf des „illustre gymnasium“ wahren.
Bedeutendster Lehrer Anfang des 18. Jahrhunderts war Christian Juncker. Er war fast zwölf Jahre lang als Konrektor am Gymnasium tätig. Politische Regime und Aufteilungen der Lande begünstigten eine schlechte finanzielle Lage des Gymnasiums in den Jahren 1815 bis 1840. Erst als 1841 Sachsen-Meiningen auf die Mitverwaltung und die Freistellen im Alumnat verzichtete, wurde die Schule zum „Königlich Preußischen Hennebergischen Gymnasium und Alumnat“ ernannt. Diese Bezeichnung wurde bis 1918 geführt. Da der Unterricht immer noch in dem Gebäude von 1502 durchgeführt wurde, sich dessen baulicher Zustand aber über die Jahre hinweg enorm verschlechterte, fand am 10. September 1870 die Grundsteinlegung für das große Gymnasialgebäude statt. Zuvor war die an dieser Stelle befindliche Teutsche Schule in die Suhler Straße transloziert worden. Anfang Mai 1874 zogen die Schüler in das neue Gebäude, genannt der „Kasten“, ein.

### Deutsches Kaiserreich und Weimarer Republik

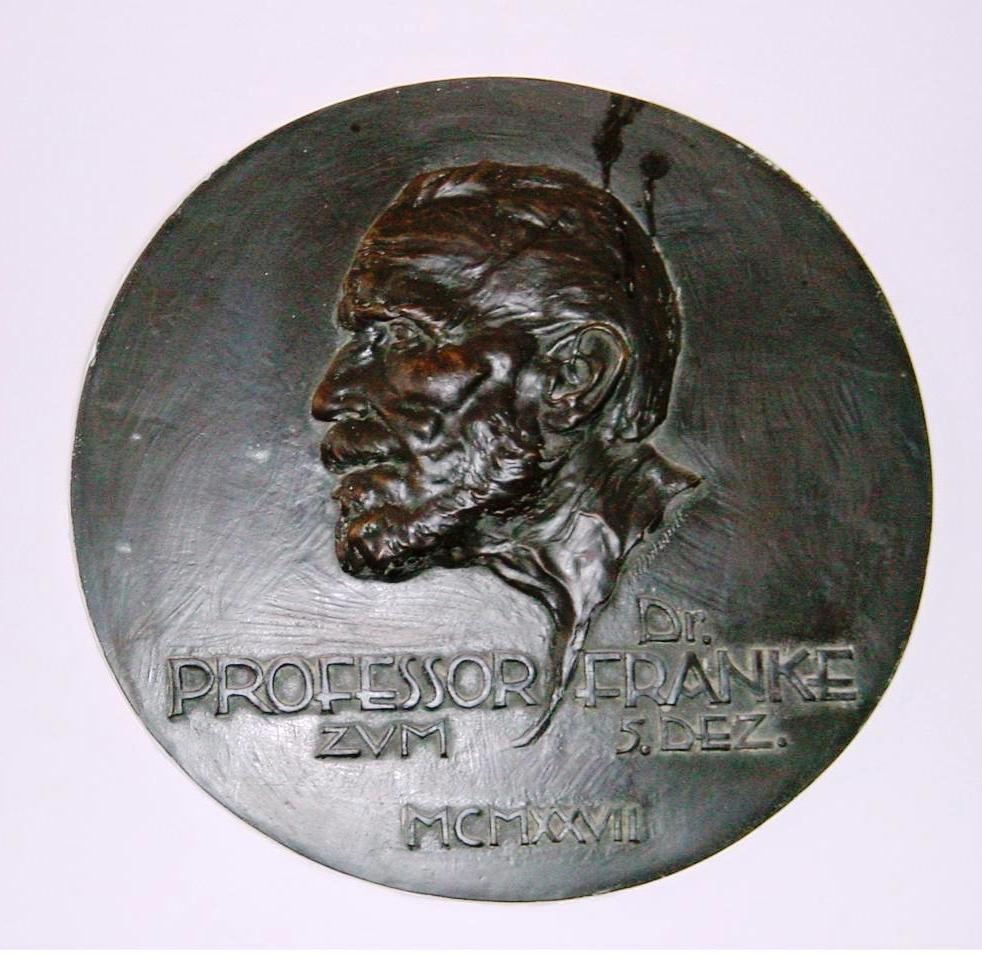
Gedenktafel für den Geologen Hermann Franke, Lehrer in Schleusingen 1879 bis ca. 1893

Zu Anfang des 20. Jahrhunderts bestimmte die politische Entwicklung zunehmend den Unterricht und Schulalltag. Das Schuljahr begann nach den Osterferien im April, besondere Höhepunkte im Schuljahr waren das Sedanfest, der Festakt zu Luthers Geburtstag, die Eccefeier (Totenfeier) und die Feier zum Kaisergeburtstag. Außerdem gab es gemeinsame Abendmahlfeiern, Ausflüge, Schwimmfeste, Advents- und Weihnachtsfeiern. Die Alumnen nutzten ihre Freizeit, um Schleusingen und Umgebung zu erkunden. Ein beliebtes Ausflugsziel waren die Glas- und Porzellanfabriken. Um 1907 erhielt die Schule durch Gymnasialdirektor Orth ein neues Ambiente. Griechische Plastiken schmückten nun die Flure, die Räume erhielten einen farbigen Anstrich und die Aula erhielt gotisierende Elemente. Das Gymnasium war kultureller Mittelpunkt der Stadt; Theater-, Musik- und Sportveranstaltungen der Schüler waren öffentlich zugänglich. Professor Franke leitete auch eine Werkstatt für Holz- und Metallbearbeitung, in der Schüler Bänke und Wegweiser für den Thüringer Wald und Demonstrationsapparaturen für den Physik- und Mathematikunterricht herstellten.
Als im August 1914 der Erste Weltkrieg ausbrach, zogen so viele Schüler als Freiwillige in den Krieg, dass bereits ab 8. September 1914 der Unterricht in der Oberstufe ausfiel. Schon im ersten Kriegsjahr fielen 24 ehemalige Gymnasiasten. Es war schwer, den Schulbetrieb ohne die an der Front kämpfenden Schüler und Lehrer aufrechtzuerhalten. Bedingt durch die zunehmende Verarmung konnten immer weniger auswärtige Eltern die Kosten für Alumnat oder Pension tragen, so dass die Schülerzahl drastisch zurückging. Waren es im Jahr 1913 noch 171 Schüler gewesen, waren es 1916 nur noch 96.
Nach dem Ersten Weltkrieg reformierte die neue, sozialdemokratisch geführte Landesregierung das Schulwesen erneut, doch ein Großteil der Lehrerschaft wehrte sich gegen Modernisierungen. Pfingsten 1923 wurde die erste Schülerin am Gymnasium aufgenommen.

### Drittes Reich und Nachkriegszeit
In einer baulichen Erweiterung entstand 1928 das Direktorenhaus am Südwestflügel des Hauptgebäudes. Dadurch konnte der Platz im Alumnat erheblich vergrößert werden. Bereits Anfang der Dreißigerjahre hielt die politische Bewegung des „Dritten Reiches“ Einzug in die Stadt; mit dem Amtsantritt Hitlers im Jahr 1933 auch in das gymnasiale Leben. Die Schule sollte gleichgeschaltet werden. Es wurde Pflicht, Kundgebungen zu besuchen, Rassenkunde wurde als Pflichtfach eingeführt, dessen erfolgreicher Abschluss Voraussetzung zum Bestehen des Abiturs war.
Zum Kriegsende wurde der Schulbetrieb eingestellt, konnte aber im Oktober 1945 wieder aufgenommen werden. Nach der Einrichtung eines Mädcheninternats im Jahr 1946 in der Georg-Neumark-Straße wurde die Schule ein Jahr später zur Erinnerung an den Schulreformer und Volksbildungsminister Max Greil in „Max-Greil-Oberschule“ umbenannt. Die Oberschule setzte sich aus vier Klassenstufen zusammen (9 bis 12), die unteren Klassen gingen fortan auf die Volks- und Mittelschule.
Nach der politischen Wende beginnt der Unterricht am Gymnasium erneut in Klassenstufe 5.

### Zeit der DDR
Seit 1946 hatten die Mädchen eine eigene Unterkunft im heutigen Alumnatsgebäude, die Jungen waren wie gehabt im 2. Stock des Schulgebäudes untergebracht. Von 1948 an kamen nur noch Schüler ab der neunten Klassenstufe ans Gymnasium, es gab daher keine Heimmutter mehr. Das Zusammenleben im Internat wurde stattdessen von einem Internatsaktiv und diversen Kommissionen zur kulturellen Gestaltung geregelt. In den 1950er Jahren kamen Schülerinnen und Schüler aus den unterschiedlichsten Gegenden der DDR nach Schleusingen. Darunter auch einige Berühmtheiten ihrer Zeit: Drei Töchter von Hermann Henselmann (Chefarchitekt der Berliner Stalinallee), die Tochter von Theodor Brugsch (Leibarzt von Walter Ulbricht) und eine Nichte von Horst Sindermann.
Im Jahr 1952 feierte die Schule ihr 375-jähriges Bestehen. Schüler und Lehrer bereiteten für das Jubiläumsfest viele kulturelle Höhepunkte vor. Neben Sportwettkämpfen und Theateraufführungen wurde auch eine Sternwanderung zum Stutenhaus unternommen. Der Tod Stalins im Jahr 1953 hatte weitreichende Folgen: Es fanden zum Schuljahr keine mündlichen Abiturprüfungen im Fach Gesellschaftskunde statt, welches seit 1952 obligatorisches Lehrfach war. Die SED-Diktatur förderte die Verbindung zwischen Schule und volkswirtschaftlicher Produktion. Das Gymnasium (damals Oberschule) wurde einem Patenbetrieb zugeordnet. Schüler beteiligten sich daher an der Einbringung der Ernte und waren zum Teil als Produktionshilfen eingesetzt.
Im Juli 1958 zog der größte Bestand der Gymnasialbibliothek aus Platzgründen in das Museum der Bertholdsburg. Über Jahrhunderte hinweg wurden die rund 15.000 Bände gehütet und nicht wie bei anderen ähnlichen Bibliotheken verramscht oder verfeuert.
Mit dem Mauerbau im Jahr 1961 musste das Gymnasium einen seiner Lehrer einbüßen. Mathematiklehrer Wolfgang Pache hielt sich am 13. August 1961 in Westberlin auf und wurde „ausgemauert“. Er kam nicht mehr unbemerkt in die DDR zurück und hat auch nicht wieder als Lehrer gearbeitet. Kleidung und Literatur aus dem Westen waren verboten. Seit 1948 schon waren alle Direktoren Mitglieder der SED, etwa 2/3 des Kollegiums ebenfalls. Zur damaligen Zeit war dies eine Ausnahme, denn an allen erweiterten Oberschulen der DDR strebte man eine 100%ige Mitgliedschaft der Lehrer in der SED an.
Im Schuljahr 1962/63 wurde am Schleusinger Gymnasium das „Abitur mit Berufsausbildung“ eingeführt. Von der KfZ-Technik, über den Elektromaschinenbau, den Werkzeugbau oder die Ausbildung als Möbelfacharbeiter oder Industrie- und Handelskaufmann, selbst Berufsausbildungen in der Landwirtschaft und in medizinischen Pflegeberufen wurden angeboten. Während der Ausbildung erhielten die Schüler ein monatliches Entgelt zwischen 40 und 70 Mark. In den Ferien wurde zusätzlich noch ein Berufspraktikum im eigenen Betrieb absolviert. Diese Ausbildungsform bestand bis 1970. Später folgte eine neue Form der polytechnischen Ausbildung, die „wissenschaftlich-praktische Arbeit“. Die Arbeit selbst sowie die zu verteidigenden Abschlussarbeiten waren Teil des Abiturs (ähnlich der heutigen Seminarfacharbeit am Hennebergischen Gymnasium). Weiterhin kam es zu einem Wechsel im Direktorat der Schule. Der bisherige Schulleiter wurde auf die Position des Internatsleiters delegiert und Peter Nestler (ehemaliger Schüler und damaliger Lehrer) wurde mit 30 Jahren der jüngste Direktor einer Oberschule im Bezirk Suhl.
Seine umfassende Unterrichtsreform in Zusammenarbeit mit der Pädagogischen Hochschule Erfurt und mit einigen Lehrern modernisierte den Schulbetrieb. Grundbausteine dieser Reform waren der Gruppenunterricht, ein besseres Schüler-Lehrer-Verhältnis und die Schülerselbstverantwortung. Teile von damals sind auch heute noch im Leitbild der Schule verankert.
Eine behördliche Verfügung 1983 war Grund dafür, dass im alten Schulhauptgebäude in größere Räume Zwischenwände eingezogen wurden, um Platz für Internatsschüler zu schaffen. Bereits im Sommer '89 erlaubte die 1988 ins Amt genommene Direktorin Katharina Pfeufer ihren Schülern die 1974 durch das DDR-Regime verbotene Abi-Taufe wieder aufleben zu lassen.

### Neunziger Jahre bis heute
Im Jahr 1991 erhielt das Gymnasium den Namen seines Stifters mit der Bezeichnung: Hennebergisches Gymnasium „Georg Ernst“. Im gleichen Jahr wurde Direktor Hubert Amthor als Schulleiter eingesetzt. Mit der Fortführung des Lateinunterrichts im Schuljahr 1993/94 konnte eine 100 Jahre währende Tradition fortgeführt werden. Dahingegen endete eine weitere Tradition mit der Schließung des Alumnats im Jahr 1994. Die Einrichtung neuer Gymnasien trug dazu bei, dass dem Gymnasium heute vornehmlich eine regionale Bedeutung zukommt.
Im Jahr 1999 begannen mit dem Abriss des Direktorenhauses die umfangreichen Bau- und Sanierungsmaßnahmen, die zum Erhalt der Schleusinger Schule beitragen sollten. Um den Unterricht für die 870 Schüler auch während der Baumaßnahmen zu gewährleisten, wurden die Schüler im ehemaligen Alumnatsgebäude in der Georg-Neumark-Straße, im Hauptgebäude und in der Schleusinger Grundschule sowie in Containern neben der Sporthalle (Henneberghalle) untergebracht. Mit der Fertigstellung des Neubaus im Jahr 2001 ist ein zeitgemäßer räumlicher Rahmen für das Schleusinger Gymnasium geschaffen worden. Außerdem erhielt die Schule die Zusatzbezeichnungen „Umwelt- und Europaschule“. Zu verdanken ist dies der Zusammenarbeit von Schülern und Lehrern mit vielen anderen europäischen Schulen im Rahmen des Comenius-Projekts. Über die Jahre entwickelte Schultraditionen wie Stöpsel- und Stifterball, Elferratstagung, Weihnachtsfeier, Winterball, Fasching und Abiturtaufe als identitätsstiftende Elemente finden seither in jedem Schuljahr statt.

## Medienausstattung
Rechnerausstattung im Schülerbereich: 77 Computer

## Strukturen des Gymnasiums mit Alumnat und deren Zusammenwirken
Die Schule ist ein staatliches Gymnasium, Sachaufwandsträger ist der Landkreis Hildburghausen. Das staatliche Schulamt Südthüringen unterstützt bei der Erfüllung der Bildungs- und Erziehungsaufgaben und hat die Dienstaufsicht über Schulleiter, stellvertretenden Schulleiter, Lehrer und sonstige Zuständige. Die Lehrerschaft und weitere Angestellte sind Bedienstete des Thüringer Kultusministeriums.
Sowohl der Förderverein (Verein der Freunde und Förderer des Hennebergischen Gymnasiums „Georg Ernst“ Schleusingen e. V.) als auch die Stiftung (Stiftung des Hennebergischen Gymnasiums „Georg Ernst“ in Schleusingen) sind privatrechtlich organisiert. Sie unterstützen die Schule im Sinne ihrer Satzungen und sind von anderen Körperschaften, wie Kommune, Landkreis oder Kultusministerium, unabhängig. Gemeinsam fördern und gestalten sie das Leben und Lernen im Gymnasium und im Alumnat.

### Förderverein
Ehemalige Schüler und Lehrer ergriffen im Jahr 1991 die Initiative und belebten den Förderverein wieder, damit dieser die Belange der Schule gemeinnützig unterstützen kann, so der satzungsgemäße Zweck des Vereins. Im Wesentlichen wird die Arbeit durch Mitgliedsbeiträge und Spenden finanziert. Alle Mitglieder des Fördervereins sind außerdem ehrenamtlich tätig. Der Verein hat 349 Mitglieder (Stand November 2012).

#### Aus der Geschichte des Fördervereins
Schon vor Gründung des Gymnasiums im Jahr 1521 bestanden Studienstipendien, die an Studenten an der Universität Wittenberg gezahlt wurden, ebenso Förderungen für mittellose Schüler, die in der Kommunität untergebracht wurden. Am 29. September 1927 fanden sich anlässlich des 350-jährigen Bestehens der Schule auf Initiative von Studiendirektor Witte dreizehn Herren ein, um den ersten Verein der Freunde zu gründen, dem nicht nur Lehrer, sondern auch Unternehmer angehörten. Im Jahr 1940 musste der Vorstand seine Aufgabe aufgrund politisch vorherrschender nationalsozialistischer Strukturen aufgeben. Die Initiative zur Wiederbelebung des Fördervereins kam nach 1989 vom damaligen Schuldirektor Peter Nestler und einigen Lehrern und Freunden (Gründung 1992). Darin fördern Absolventen, Eltern, Lehrer und der Schule Verbundene die Bildungs- und Erziehungsarbeit am Hennebergischen Gymnasium durch materiellen und ideellen Einsatz.

#### Der Förderungszweck
Folgende Punkte sind in der Satzung festgeschrieben:
- Zusammenführung der volljährigen und ehemaligen Schüler, der interessierten Schülereltern und aller Gönner und Freunde des Hennebergischen Gymnasiums „Georg Ernst“ zum gemeinsamen Handeln für dessen Wohl, besonders zur Erhaltung und Pflege seines Bildungsgutes und seiner Schultraditionen
- Mithilfe bei der Beschaffung von Lehr- und Lernmitteln für die Schule, soweit sie über die Pflichten und Möglichkeiten des Sachaufwandsträgers zur Anschaffung hinausgehen, von Lehrern aber für zweckmäßig gehalten werden
- Unterstützung aller seiner kulturellen Bestrebungen, besonders aber seines Bildungsgutes in Form von regelmäßigen wissenschaftlichen Vorträgen oder entsprechend anderer Veranstaltungen in der Öffentlichkeit zu werben
- Unterstützung begabter und förderungswürdiger Schüler mittels Geldzuwendungen oder Bereitstellung von Lehrmitteln
- Besondere Unterstützung sozial bedürftiger Schüler[12]

### Stiftung des Hennebergischen Gymnasiums „Georg Ernst“
Die Stiftung des Hennebergischen Gymnasiums „Georg Ernst“ ist seit dem 2. August 2006 eine rechtsfähige Stiftung bürgerlichen Rechts. Ihre wesentlichen Ziele bestehen darin, das Gymnasium zu unterstützen und zu dessen Profilierung beizutragen, unter anderem, indem zusätzliche Ausbildungsangebote geschaffen und Alumnatsplätze bereitgestellt werden. Als Stifter tritt der Verein der Freunde und Förderer des Hennebergischen Gymnasiums „Georg Ernst“ e. V. auf. Die Aufgaben der Stiftung bestehen darin, langfristig angelegte Vorhaben zu entwickeln, zu finanzieren und durchzuführen.

#### Unterschied von Förderverein und Stiftung
Während der Förderverein sehr flexibel und direkt einzelne Schüler und Projekte fördern kann, ist die Tätigkeit der Stiftung auf umfassende und langfristige Maßnahmen ausgelegt. Förderverein und Stiftung verfolgen dabei das gemeinsame Interesse, die Traditionen der Schule zu wahren und den Anspruch einer modernen Ausbildung zu erfüllen. Hierbei sind soziale Verantwortung, die Förderung von Leistungsträgern und der Kontakt zu ehemaligen Schülern und Lehrern gleichermaßen von Bedeutung. Im Kuratorium sitzen Vertreter aus allen für den Schulbetrieb relevanten Körperschaften und Personengruppen. Gemeinsam beraten und überwachen sie den Vorstand und Entscheidungen zu Zielsetzungen und Satzungsänderungen. Der Förderverein, die Stadt Schleusingen, die Wohnungsgesellschaft mbH Schleusingen und die Sparkasse Hildburghausen haben jeweils einen ständigen Sitz im Kuratorium.

#### Aus der Satzung
Folgende Schwerpunkte machen die Arbeit der Stiftung aus:
- Förderung einer humanistischen Erziehung
- Schaffung und Durchführung weiterführender Bildungsangebote
- Aufbau und Pflege internationaler Kontakte
- Mithilfe bei der Beschaffung von Lehr- und Lernmitteln
- Unterstützung begabter und sozial benachteiligter Schüler
- Errichtung und Betrieb des Alumnats

Bei der Umsetzung dieser Ziele sind Ehrenamtliche und Partner der Stiftung wie das Medienzentrum Henneberger Land e. V., das Hildburghäuser Bildungszentrum e. V. oder die Technische Universität Ilmenau beteiligt. Dem finanziellen Engagement der Mäzene ist es zu verdanken, dass die Stiftung in der Lage ist, das Schleusinger Gymnasium zu unterstützen. Drei Einrichtungen haben dabei besondere Verantwortung für die Schule und deren Stiftung übernommen: Der Förderverein mit der Gründung der Stiftung, der Verein Medienzentrum Henneberger Land e. V. mit finanziellem als auch personellem Engagement und die Stadt Schleusingen in Form der Zustiftung des Alumnatsgebäudes und der finanziellen Zuwendung für den Wiederaufbau desselben.

### Alumnat des Hennebergischen Gymnasiums „Georg Ernst“
Aufzeichnungen über das Alumnat gehen bis zum Gründungsjahr des Gymnasiums zurück. Damals galt diese Einrichtung vor allem auch begabten Kindern mittelloser Eltern und sollte ihnen eine Möglichkeit bieten, die Schule zu besuchen. Eine große Anzahl von Schülern wohnte und lernte dadurch bis 1994, gemeinsam zu leben und zu arbeiten.

## Besonderheiten des Hennebergischen Gymnasiums „Georg Ernst“
Auch heute noch orientiert sich das HGS an den traditionellen Werten und Grundsätzen des einstigen Gründers aus dem Jahr 1577. Mit der Unterstützung von Schüler- und Lehrerschaft, Partnern, Sponsoren und Förderern können diese Werte und Grundsätze in die Tat umgesetzt werden. Neben den historisch überlieferten Werten, Grundsätzen und Traditionen kommt dem kulturellen Bereich eine besondere Bedeutung zu. Schon frühzeitig wurden an der Schule historisch bedeutsame literarische Werke gelehrt und theatralische Aufführungen einstudiert (siehe Geschichte). Aus den Anfängen der Buchdruckgeschichte gründen nicht nur die beachtliche Sammlung alter Bücher und Dokumente (Gymnasialbibliothek), sondern auch das gegenwärtige Interesse sowie die Verantwortung für neue Medienformen (Video-AG). Das umfassende Ganztagsangebot und das Alumnat, aber auch die außerschulischen Angebote fördern die Gemeinschaft unter den Schülern und zwischen Schülern und Lehrern. Internationale Projekte und Kooperationen mit Partnerschulen, Unternehmen und Universitäten ermöglichen eine vielseitige Ausbildung und lehren schon frühzeitig selbständiges Handeln und Denken. Die praxisnahe Erziehung und die jahrelange G8-Erfahrung komplettieren die Ausbildung, die Schüler während ihrer Schulzeit am Hennebergischen Gymnasium „Georg Ernst“ erhalten.

### Werte und Ausbildung
Im Leitbild des Gymnasiums sind die wichtigsten Werte und Grundsätze der Schule aufgeführt. Fördern, Gestalten, Leben und Lernen: Sowohl Schüler mit besonderen Begabungen als auch Schüler mit Schwierigkeiten beim Lernen werden gefördert. Unterstützt von Förderverein und Stiftung können Schüler und Lehrer unterschiedliche Möglichkeiten nutzen, Leistung zu fördern und zu verbessern. Schülern mit Lern- und Leistungsschwächen wird im Klassenverbund geholfen. Stellvertretend hierfür findet sich an einer Seitenwand im Eingangsbereich des Gymnasiums das Wappen mit der Aufschrift „Salus populi suprema lex“ (dt. „Das Wohl des Volkes ist das oberste Gebot“).
Die humanistische Erziehung und Bildung schaffen die Grundlage für eine umfassende Ausbildung in allen Fächern. Als MINT-freundliche Schule legt das HGS dabei großen Wert auf eine ergebnisorientierte Ausbildung in allen naturwissenschaftlichen Fächern. Zusätzliche Angebote ermöglichen den Schülern, vertiefende Kompetenzen zu erlangen. Internationale Kooperationen mit Partnerschulen, ein gutes Schüler-Lehrer-Verhältnis, sowie Weitsicht, Verantwortung und die Beteiligung von Schülern, Lehrern und Bürger am Schulleben prägen das humanistische Bild der Schule, das respektvolle Miteinander steht im Vordergrund. Die Schule ist außerdem Träger der Titel „Europaschule“ und „Schule ohne Rassismus – Schule mit Courage“.
Durch die Nähe zum Biosphärenreservat Vessertal und dem Naturschutzgebiet Thüringer Wald kommt der Umwelterziehung eine große Bedeutung zu. Ein Projekt der Schüler beschäftigt sich mit der Mülltrennung und ressourcengerechtem Leben in den Klassenräumen. Weiterhin wurden im Rahmen einer Seminarfacharbeit Nistplätze für die im Turm der Schule lebenden Turmfalken und Dohlen errichtet. Der komplette Campus ist rauchfrei und es gibt ein grünes Klassenzimmer für den Außenunterricht. Seit 1995 trägt die Schule den Titel „Umweltschule“.

### Die Abiturtaufe

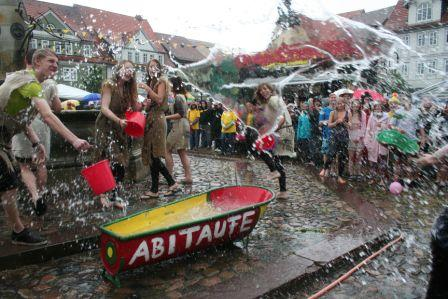
Die Abi-Taufe ist eine am Hennebergischen Gymnasium gepflegte langjährige Tradition und stellt eine Sonderform der Abschlusstraditionen dar.

Viele geschichtsträchtige Schulen haben Traditionen wie Schulbälle, Festakte oder besondere Feierlichkeiten zum letzten Schultag der Abiturienten. In Schleusingen aber gibt es eine in Deutschland einmalige und einzigartige Tradition: Die Abiturtaufe.
Nach den absolvierten Prüfungen war es früher üblich, die Abiturienten auf den Schultern von drei jüngeren Schülern vom Haupteingang der Schule über den Marktplatz bis zur Post zu tragen. Dieses Dreigespann sollte einen römischen Wagen symbolisieren. Von der Post aus telegrafierten die Abiturienten zu den Eltern nach Hause, dass sie bestanden haben und baten um Geld für eine zünftige Feier. Nachdem auch Mädchen das Abitur an der Schule ablegten, musste eine Veränderung in der Durchführung dieser Tradition stattfinden. Zunächst wurden nur die Mädchen anstatt auf Schultern in einem Handwagen zur Post gezogen. Nach dem Zweiten Weltkrieg wurden allerdings weibliche und männliche Abiturienten in Handwagen gesetzt.
Bereits seit 1947 wird das bestandene Abitur so begangen, wie es heute noch durchgeführt wird, mit Unterbrechung in der Zeit des DDR-Regimes (1974 bis 1989): Die Handwagen werden von Schülern aus der neunten Klasse mit Zweigen und Blumen geschmückt. Jeweils zwei Schüler aus der zehnten Klasse ziehen einen Handwagen von der Schule durch die Stadt auf den Marktplatz. Dabei wird der Zug von der Stadtkapelle angeführt. Am Brunnen auf dem Markt wird für jeden Absolventen ein von Mitschülern verfasster Kurzreim verlesen. Schüler der Elften taufen als „Klostertäufer“ verkleidet die Schulabgänger mit Wasser aus dem Elisabethenbrunnen. Vereinzelt werden Abiturienten auch komplett gebadet, hierzu steht ein Ersatzbrunnen (eine alte, verzinkte, bunt bemalte Badewanne) mit Wasser aus dem Brunnen bereit. Früher wurden die Abiturienten direkt in den Brunnen geworfen, heute ist das aufgrund des Denkmalschutzes von Brunnen und der Statue der Gräfin Elisabeth nicht mehr möglich. Der Anblick dieses ungeziemenden Brauches wird der Heiligen Elisabeth erspart, indem ihr im Vorfeld des Geschehens die Augen mit einem Tuch verbunden werden.

### Historische Literatursammlung in der Gymnasialbibliothek
Im Henneberger Raum nahm die Entwicklung des Buchdrucks seinen Ursprung in Schleusingen. Bereits 1555 wurde hier auf Initiative von Graf Georg Ernst mit der Drucktätigkeit begonnen. Einige der hier gedruckten Bücher sind heute noch in der Gymnasialbibliothek vorhanden. Einer der wichtigsten Auftraggeber war das Gymnasium.

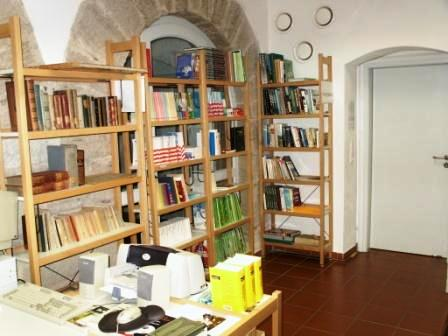
Lesesaal in der Schulbibliothek

Die Schleusinger Gymnasialbibliothek ist fast vollständig überliefert und eine der ältesten ihrer Art. Durch die umfassende Geschichte des Gymnasiums konnten über die Jahre viele kostbare Bücher gesammelt werden. Zu verdanken ist dies vor allem Herzog Georg Ernst und in den Folgejahren den weiteren Rektoren und Lehrern der Schule, die ihre Bücher der Bibliothek spendeten. Ein Großteil der Sammlung ist in der Bertholdsburg eingelagert. Die gut erhaltenen und kostbaren Bücher thematisieren die Hennebergische Geschichte und die Regionalgeschichte Thüringens. Das älteste Buch ist eine Handschrift aus dem Jahr 1424. Außerdem gehören 24 weitere Handschriften und ein Originalbrief in lateinischer Sprache von Martin Luther aus dem Jahr 1536 zu der Sammlung. Insgesamt umfasst die Bibliothek 17.747 Bände und 199 Inkunabeln. Seit 1958 befindet sich der Altbestand im Naturhistorischen Museum auf Schloss Bertholdsburg.
Im Gymnasium selbst existieren ein Buchbestand aktueller Literatur und ein Lesesaal, der von den Schülern genutzt werden kann. Außerdem können in der Bibliothek kulturelle Veranstaltungen der Schule und der Stadt durchgeführt werden, wie zum Beispiel Autorenlesungen. Die Oberstufe nutzt die Bibliothek als Lesesaal in der unterrichtsfreien Zeit. Ausleihen ist allen Schülern und Lehrern möglich.

### Kultur und Medienausrichtung
Im Dachgeschoss des Neubaus befindet sich ein von Schülern eingerichtetes Schulmuseum. Es zeigt die Geschichte der Schule von den Anfängen bis heute. Hierfür wurden Collagen zum Teil selbst erstellt. Auch die Gestaltung und Darstellung der Bilder, Zeitdokumente und alten Kunstwerke wurde von Schülern umgesetzt. Nach einem Umbau wurde das Schulmuseum im Jahr 2013 wiedereröffnet und kann zum jährlichen Tag der offenen Tür besucht werden. Zukünftig soll das Museum mit einer digitalen Bildergalerie erweitert werden, um dem Anspruch moderner Medien noch mehr gerecht werden zu können.

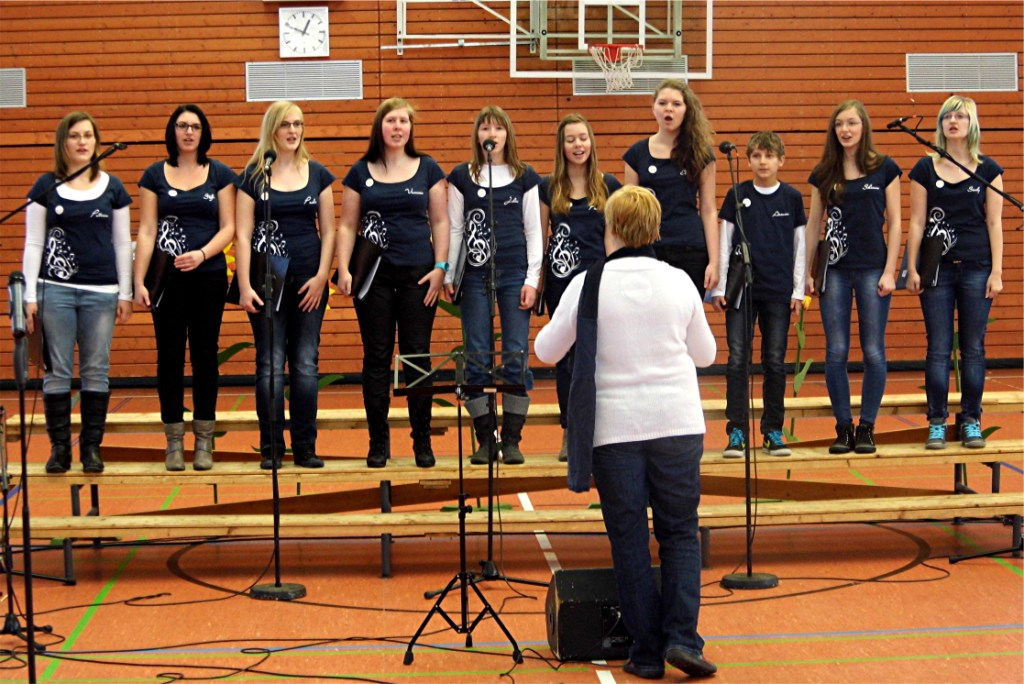
Schulchor

Auch der Schulclub hat am Hennebergischen Gymnasium bereits Tradition. Im Gewölbekeller der Schule befinden sich dessen Räumlichkeiten. Hier wurden bis 2012 regelmäßig Musikveranstaltungen organisiert, wozu auch externe Bands eingeladen oder andere Veranstaltungen organisiert wurden. Mindestens einmal im Monat gab es einen Clubabend, an dem meist mehrere Bands aus der Region auftraten. Im November 2013 wurden die Aktivitäten des Schulclubs unter dem Namen „Clubkeller“ mit Unterstützung einer kleinen Schülergruppe und des Schulsozialarbeiters wieder aufgenommen. Der Club selbst gehört nicht zur Organisation der Schule, sondern wird von der Stiftung unterstützt. Er tritt als eigenständiges Organ auf und ist somit unabhängig von der Verwaltung des Landkreises Hildburghausen.
Verschiedene Schulbälle, wie der Stöpselball oder der Stifterball werden von Schülern mit Unterstützung einiger Lehrer organisiert. Diese Veranstaltungen sind nicht nur für Schüler des Gymnasiums, sondern auch für Außenstehende zugänglich. Lehrer beaufsichtigen die Veranstaltungen und sorgen für einen reibungslosen Ablauf.
Der Schulchor des Hennebergischen Gymnasiums „Georg Ernst“, die „Young Voices“, besteht seit dem Schuljahr 2010/11.
Die Redaktion der Schülerzeitung „KlosterNews“ findet im Rahmen einer Arbeitsgemeinschaft statt. Die KlosterNews ist im Sinne des § 55 Abs. 2 Staatsvertrag über Rundfunk und Telemedien (RStV) in Verbindung mit § 5 Telemediengesetz (TMG) als journalistisch-redaktionelles Angebot einzustufen. Als Dienstanbieter tritt der Vorstand der Stiftung auf, vertreten wird sie durch den Schulleiter.
In den Klassen 5 und 6 wird zusätzlich die Vermittlung von Medienkompetenzen in den Unterricht integriert. Der Schwerpunkt liegt in der fünften Klasse auf Printmedien und in der sechsten auf Mediengestaltung. Im Fach Medienkunde werden die Schüler der siebten Klasse über moderne Medien unterrichtet. Profilunterricht und Projekte in den Klassenstufen acht und neun vertiefen dieses Wissen. Nach erfolgreichem Abschluss der Profile wird die angeeignete Medienkompetenz mit einem Zertifikat bestätigt. Schwerpunkte der Projektarbeit sind produktive Tätigkeiten für das Schulfernsehen des Gymnasiums. Unter professioneller Anleitung von Lehrern und Mitarbeitern des Medienzentrums Henneberger Land e. V. erstellen die Schüler Videos und Filme, bearbeiten und vertonen diese.

## Schüler
- Ortolph Fomann der Ältere (1560–1634), Philosoph und Rechtswissenschaftler
- Vincentius Schmuck (1565–1628), Theologe, Diakon und Kirchenlieddichter, Rektor der Universität Leipzig
- Joachim Zehner (1566–1612), Superintendent und Begründer der Zehnerschen Bibliothek im Naturhistorischen Museum Schleusingen
- Sebastian Abesser (1581–1638), Theologe, Diakon und Superintendent
- Andreas Corvinus (1589–1648), Rhetoriker, Philologe und Jurist, Rektor der Universität Leipzig
- Ortolph Fomann der Jüngere, Historiker und Rechtswissenschaftler
- Johann Lorenz Bausch (1605–1665), Mediziner und Mitbegründer der Deutschen Akademie der Naturforscher Leopoldina (Schüler von 1615–1621)
- Sebastian Franck (1606–1668), Pfarrer und Komponist
- Johann Flittner (1618–1678), Theologe, Kirchenlieddichter und Komponist
- Johann Kühn (1619–1676), Mathematikprofessor
- Georg Neumark (1621–1681), Dichter und Komponist
- Samuel Reyher (1635–1714), Mathematikprofessor, Jurist und Astronom
- Jakob Burckhard (1681–1752), Altphilologe und Bibliothekar
- Johann Kaspar Wetzel (1691–1755), Theologe, Hymnologe und Kirchenlieddichter
- Johann Michael Herbart (1703–1768), Pädagoge, Gymnasialdirektor
- Johann Friedrich Doles (1715–1797), Komponist, Thomaskantor und Universitätsmusikdirektor
- Johann Christian Hofmann (1739–1792), Wirklicher Geheimrat in Coburg
- Johann Adolf von Schultes (1744–1821), Archivar und Historiker
- Johann Georg Eck (1745–1808), Professor für Ethik, Politik und Poesie, Rektor der Universität Leipzig
- Karl Christian Daniel Baurschmidt (1762–1837), Superintendent in Osterrode am Harz und Pädagoge
- Christian Ludwig Bachmann (1763–1813), deutscher Mediziner und Musikschriftsteller
- Johann Georg Tinius (1764–1846), Theologe und Bibliomane
- Christian Friedrich Gottlieb Thon (1773–1844), Sachbuchautor
- Friedrich Wilhelm Lomler (1774–1845), Theologe und Schriftsteller
- Ernst Anschütz (1780–1861), Kantor und Organist an der Leipziger Georgenkirche, Volksliederkomponist
- Christian Schreiber (1781–1857), Theologe, Philologe, Dichter und Erziehungswissenschaftler
- Friedrich Kilian Abicht (1788–1855), evangelischer Pfarrer und Heimatforscher
- Johann Daniel Elster (1796–1857), Musikprofessor, Komponist, Chorgründer und Philhellene
- Georg Brückner (1800–1881), Geograph und hennebergischer Geschichtsforscher
- Gustav Herbst (1809–1881),  Geometer, Geologe und Fossiliensammler, Meister vom Stuhl einer Freimaurerloge in Weimar
- Heinrich Kleffel (1811–1896), Richter, Oberbürgermeister von Tilsit
- Oskar Schade (1826–1906), Germanist und Hochschulprofessor
- Friedrich Zange (1846–1931), Pädagoge und evangelischer Theologe
- Ewald Gnau (1853–1943), Botaniker, Pädagoge, Astronom; Mitbegründer des Europa-Rosariums in Sangerhausen (Schüler von 1869–1873)
- Emil Lommer (1854–1896), Generalarzt
- Konrad Ortmann (1867–1941), Pädagoge, Mitglied des Reichstages
- Hermann Reinhold (1893–1940), Professor für physikalische Chemie
- Hanns Joachim Friedrichs (1927–1995), Journalist und TV-Moderator
- Konrad von Freyberg (1933), Diplom-Ingenieur und Rennbootweltmeister
- Siegfried Dinsel (1934–2024), Fernsehtechniker, Tennisfunktionär
- Ulrich Mann (1953), Komponist, Musiker und Musiklehrer, Arrangeur und Komponist der DDR-Kult-LP „Weihnachten in Familie“ (Frank Schöbel), Gründungsmitglied der Rockband Silly

## Lehrer
- Melchior Vulpius, Komponist, Lehrer ab 1589
- Hieronymus Praetorius (1595–1651), Professor der Theologie und Ephorus
- Andreas Reyher (1601–1673), Philologe, Theologe, Pädagoge (Rektor von 1632–1639)
- Johannes Pretten (1634–1708), Theologe
- Gottfried Ludovici (1670–1724), Theologe, Kirchenlieddichter und Hymnologe (Rektor von 1696–1713)
- Christian Juncker, Geschichtsschreiber (Lehrer von 1696–1708)
- Albrecht Georg Walch (1736–1822), Heimatforscher (Rektor von 1769–1822)
- Friedrich Karl Kraft (1786–1866), Altphilologe, Lexikograf (Lehrer von 1810–1816)
- Bernhard Todt (1829–1891), Altphilologe, Direktor
- Matthias Paul Kramer (1842–1898), Pädagoge, Schulrat und Biologe (Lehrer von 1868–1870)
- Friedrich Zange (1846–1931), Pädagoge und evangelischer Theologe (Lehrer von 1874–1876)
- Hermann Franke, Geologe und Mineraloge (Lehrer 1879 und ab 1893 Gymnasialprofessor bis 1910)
- Jörg Brückner (* 1970), Musiklehrer

## Galerie

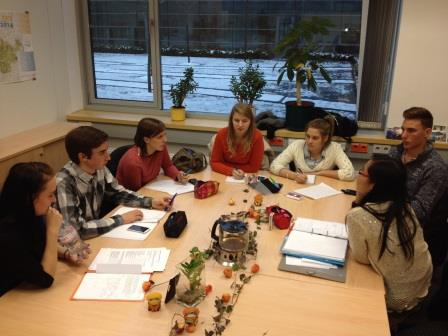
Internationale Ausrichtung
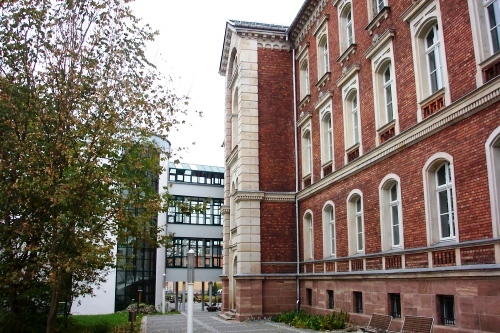
Alt- und Neubau
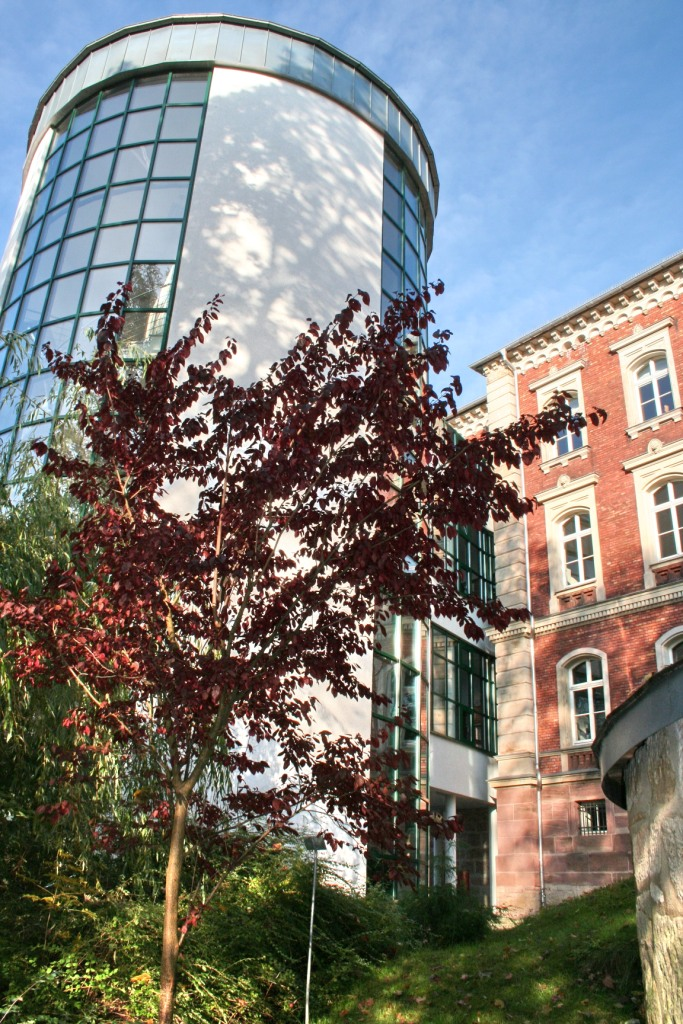
Turm Neubau
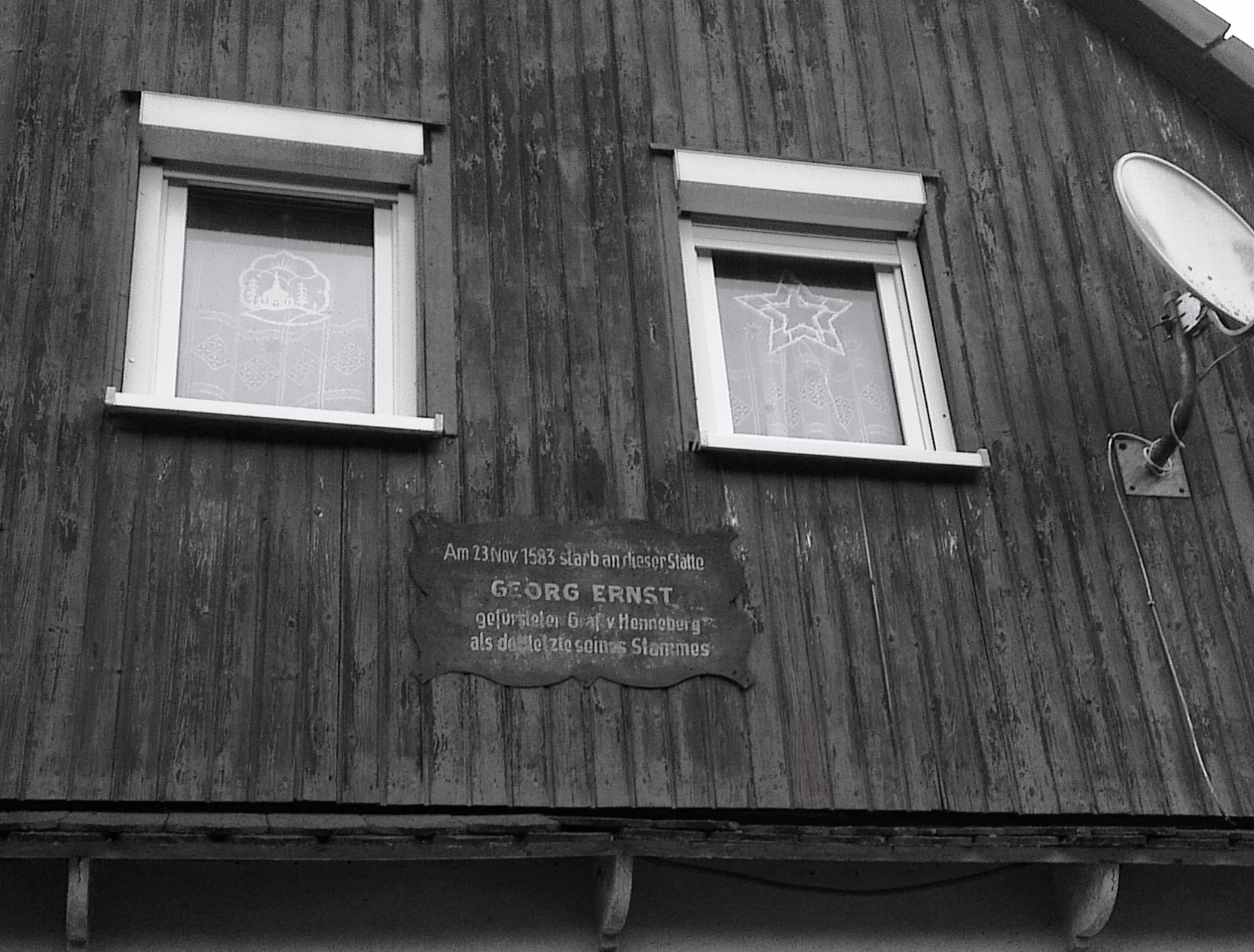
Gedenktafel Graf Georg Ernst